# 욘케레
욘케레(네덜란드어: VDL Jonckheere)는 벨기에의 자동차 메이커이다.

## 역사
1881년에 설립된 회사로 유럽의 버스 메이커 중에서 역사가 가장 오래되었다. 1902년부터 자동차의 보급으로 인해 자동차용 차체를 제작했다. 1922년부터 트럭과 버스를 생산하기 시작해 1930년에 자동차 생산이 단종되면서 상용차 기업이 되었다. 제2차 세계대전이 끝나면서 버스 생산이 늘어나기 시작했다. 1977년에 영국에 진출하면서 욘케레 버뮤다 모델이 출시되면서 1982년까지 생산되었다. 1981년에 욘케레 쥐빌레 차량이 출시되었다. 1989년에 욘케레 도빌 차량이 출시되었다. 1993년에 일본의 상용차 기업인 닛산 디젤 (현, UD트럭)과 합작으로 욘케레 모나코를 생산했다. 1994년에 벌코프 그룹에 인수되었다. 1996년에 코치 사양인 욘케레 미스트랄 모델이 출시되었다. 1998년에 VDL 그룹이 인수되었다. 현재 욘케레에서 생산하고 있는 차종은 욘케레 SHV가 가장 유일하며 볼보버스에서 생산된 차체를 기반으로 제작된 차량이다.

## 생산 차종

### 현재 생산차종
- 욘케레 SHV

### 과거 생산차종
- 욘케레 버뮤다
- 욘케레 쥐빌레
- 욘케레 도빌 (닛산 디젤 스페이스 애로우 유로 투어)
- 욘케레 모나코
- 욘케레 애로우 30, 50, 70
- 욘케레 미스트랄 30, 50, 70

## 사진

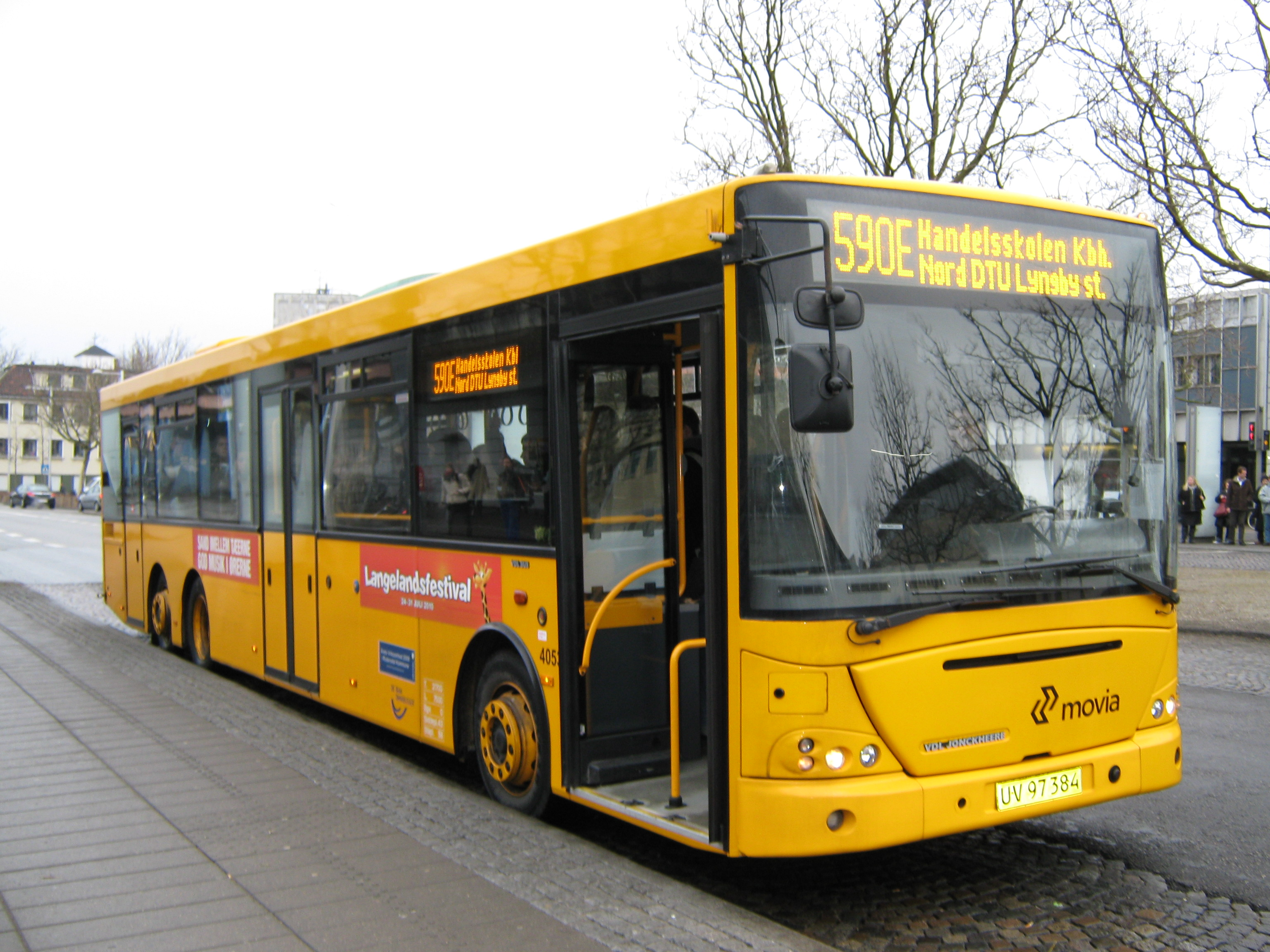
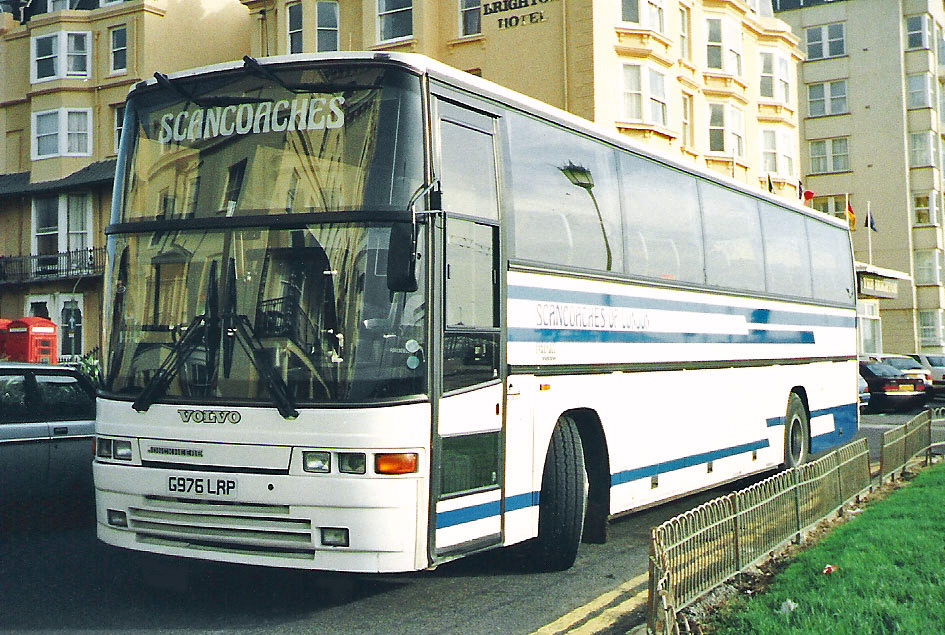
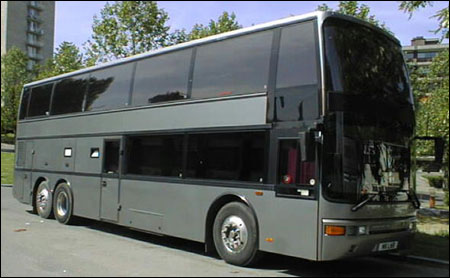
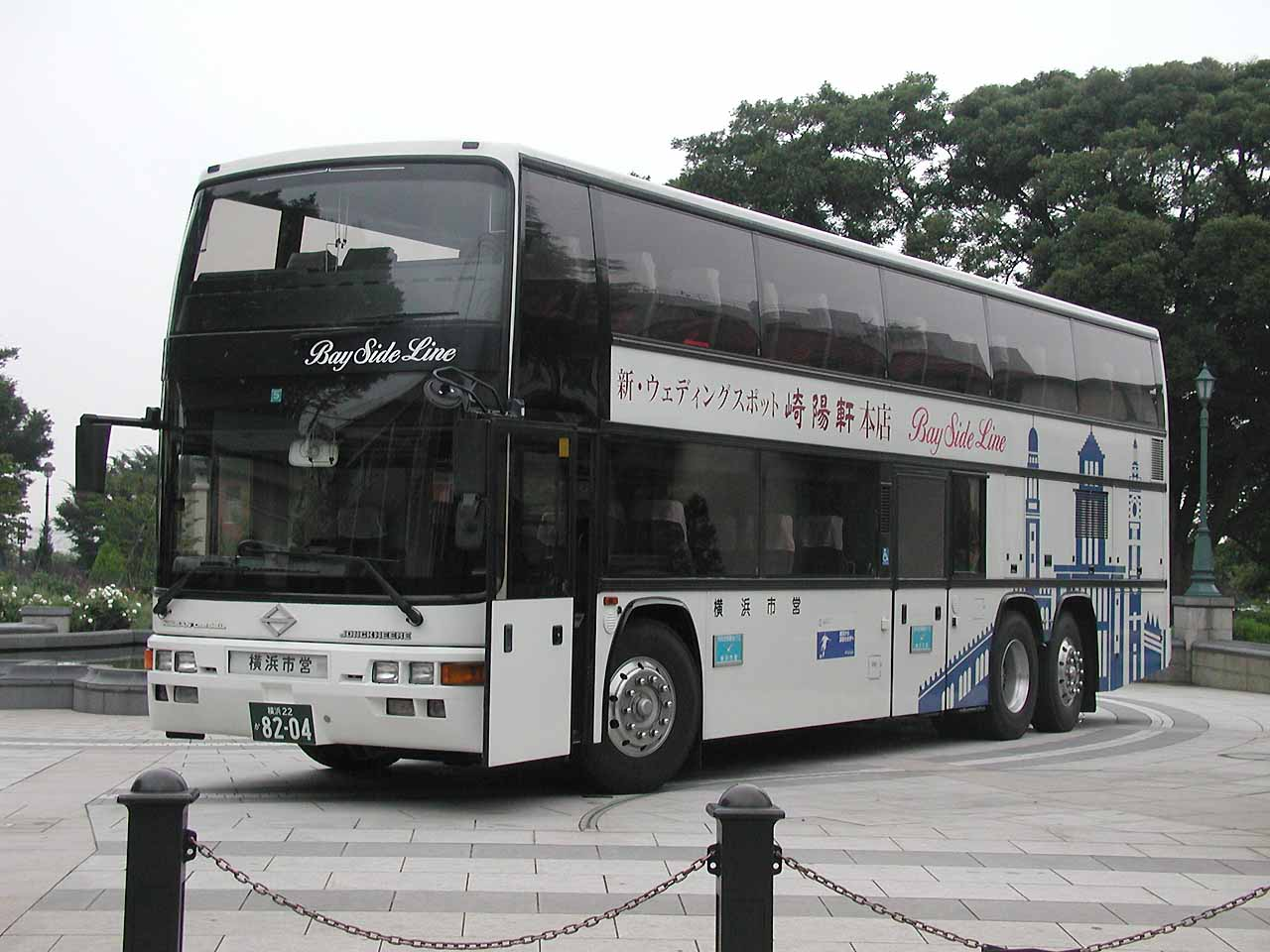
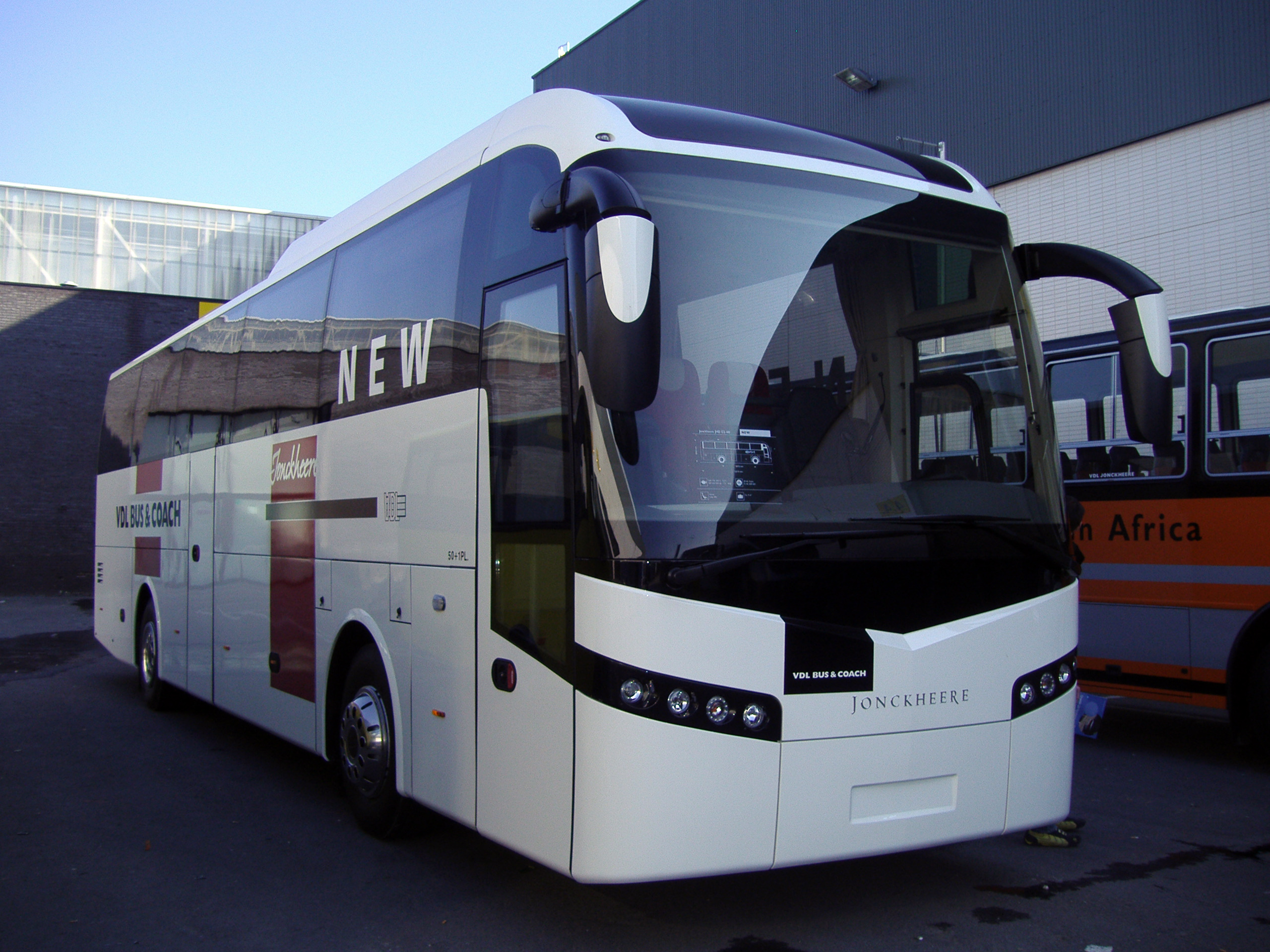

### 기타 생산차종
- VDL 벌코프
- VDL 보바
- VDL 버스 & 코치